# Medcezir
Medcezir is een Turkse dramaserie. De serie werd in Turkije uitgezonden vanaf 13 september 2013 op de Turkse zender Star TV en eindigde op 12 juni 2015 na 2 seizoenen. Medcezir is een remake van de Amerikaanse tienerdrama The O.C.

## Rolverdeling

### Hoofdrol
- Çağatay Ulusoy als Yaman Koper
- Serenay Sarıkaya als Mira Beylice
- Barış Falay als Selim Serez
- Mine Tugay als Ender Kaya Serez (seizoen 1)
- Metin Akdülger als Orkun Civanoğlu
- Taner Ölmez als Mert Serez
- Hazar Ergüçlü als Eylül Buluter

### Terugkerende rol
- Şebnem Dönmez als Asude "Sude" Beylice/ Sude Kaya
- Defne Kayalar als Sedef Kaya
- Murat Aygen als Faruk Beylice
- Miray Daner als Beren Beylice
- Can Gürzap als Asım Şekip Kaya
- Ali Aksöz als Kenan Koper
- Meriç Aral als Hale
- Ecem Akbin als Tuğçe
- Ezgi Sözüer als Eda
- Batuhan Ekşi als Doruk
- Batuhan Begimgil als Burak
- Hare Sürel als Leyla
- Mert Tanık als Barış Buluter
- Nihan Aslı Elmas als Gamze
- Cenk Kangöz als Hasan
- Sibel Taşçıoğlu als Nevin Koper
- Serhat Parıl als Giray
- Pınar Tuncegil als Ayşe
- Kürşat Alnıaçık als Nadir Baktıroğlu/Turunç Nadir
- Berk Erçer als Sinan Enveroğlu